# Ski Mask the Slump God
Stokeley Clevon Goulbourne (Fort Lauderdale, Florida, SAD, 18. travnja 1996.), poznatiji kao Ski Mask the Slump God (ranije stilizirano kao $ki Mask "The Slump God"), američki je reper i tekstopisac. Proslavio se s prijateljem i suradnikom XXXTentacionom i njihovim glazbenim kolektivom "Members Only". Godine 2017. objavio je singlove "Baby Wipe" i "Catch Me Outside", a oba su bila uključena u njegov samostalni miksani album You Will Regret, koji je dobio Zlatnu nakladu RIAA-e.
Miksani album, Beware the Book of Eli, objavio je u svibnju 2018. i zauzeo je 50. mjesto na američkoj ljestvici Billboard 200. Debitantski studijski album Stokeley objavljuje u prosincu 2018., koji zauzima 6. mjesto na Billboardovih 200.

## Rani život
Stokeley Clevon Goulbourne rođen je 18. travnja 1996. u Fort Lauderdaleu na Floridi. Podrijetlom je Jamajčanin.
Goulbourne je odrastao slušajući izvođače kao Bustu Rhymesa, Missy Elliott, Wu-Tang Clan i Lil Waynea. Rekao je da su njegovi roditelji često puštali jamajčansku glazbu po kući. Njegov otac — također bivši reper, koji je koristio umjetničko ime "Sin City" — često bi tjerao sina da se usredotoči na stvaranje vlastite rap glazbe. 2013. godine Goulbourne je bio poslan u maloljetnički zatvor "zbog posjedovanja trave u vrijednosti od oko 10 dolara", gdje je upoznao XXXTentaciona. Par se sprijateljio i aktivno surađivao na glazbi nakon što su pušteni iz doma.

## Karijera

### 2014. – 2017.: Početci karijere,Members Only
Nakon što je Goulbourne bio pušten iz popravnog doma, osnovao je rap grupu "Very Rare" s XXXTentacionom i objavio svoju prvu pjesmu "Catch Me" na streaming platformi SoundCloud. Na kraju je zajedno s njim, bio suosnivač Tentacionovog kolektiva "Members Only". Nakon izdavanja miksanog albuma Members Only Vol. 1, u suradnji s Tentacionom u 2015. Album je bio praćen s projektom Members Only Vol. 2, a zatim i s Members Only Vol. 3, izdanog 26. lipnja 2017. godine.
Goulbourne je nakon toga objavio više singlova na SoundCloudu, uključujući "Catch Me Outside", "Where's the Blow" s Lil Pumpom, "Stunt!" s UnomTheActivistom, "Life Is Short", "Like a Soccer Mom", "Take a Step Back" i "BabyWipe" te je dvaput nastupio na Rolling Loud festivalu i snimio pjesme s drugim poznatim hip-hop izvođačima kao što su: Offset, Lil Yachty, ASAP Ferg, Lil Peep, Desiigner i Denzel Curry. Također je surađivao i s umjetnicima iz kuće 88Rising uključujući Higher Brothers i Keitha Apea. Kasnije je radio s Timbalandom, za kojeg je rekao da mu je omiljeni producent.
U svibnju 2016. Goulbourne je izdao svoj prvi miksani album Drown in Designer, koji je uključivao popularne pjesme "Take a Step Back", koja je kasnije dobila zlatnu naknadu i "Where's the Blow". U lipnju 2017. izdao je svoj debitantski komercijalni miksani album You Will Regret pod Victor Victor Worldwideom i Republic Recordsom.

### 2018. –danas:StokeleyiSin City
U svibnju 2018. Goulbourne je izdao svoj treći miksani album Beware the Book of Eli, koji je uključivao singl "DoIHaveTheSause?". U lipnju iste godine bio je dio XXL-ovog "Freshmana" za 2018. 
30. studenog 2018. objavio je svoj debitantski studijski album, Stokeley, koji uključuje pjesme "Faucet Failure" i "Nuketown" s Juice Wrldom. Album je dostigao 6. mjesto Billboardove ljestvice 200.
Nakon uspjeha s Stokeleyjem, u 2019. je objavio samo singl "Carbonated Water".
U srpnju 2020. objavio je singl "Burn the Hoods" uz glazbeni videom na YouTube kanalu Lyrical Lemonade. Istovremeno je najavio da će njegov drugi album biti objavljen kasnije te godine, ali album u konačnici nije objavljen.
U svibnju 2021. najavio je miksani album pod nazivom Sin City the Mixtape koji je objavljen 25. lipnja.

## Glazbeni stil i utjecaji
Goulbourne je izjavio da su na njegov glazbeni izražaj najviše utjecali Busta Rhymes, Missy Elliot i Chief Keef. Također je izjavio da nema posebne glazbene temelje i ukus, rekavši: "Slušam sve žanrove: rap, rock, klasičnu glazbu, heavy metal... ponekad slušam i Adele".

## Osobni život
Od lipnja 2018. živi u Atlanti, u Georgiji. Imao je problema sa srcem što je zahtijevalo operaciju u ožujku 2018.
U intervjuu iz 2016., iskazao je podršku legalizaciji homoseksualnih brakova. U srpnju 2020. izrazio je gađenje prema predsjedniku Donaldu Trumpu, nazvavši ga "bijelim supermacistom".

## Diskografija

### Miksani albumi
- Drown in Designer (2016.)
- You Will Regret (2017.)
- Beware the Book of Eli (2018.)
- Sin City the Mixtape (2021.)

### Studijski albumi
- Stokeley (2018.)
- 11th Dimension (2024.)

### Zajednički albumi
- Members Only, Vol. 4 (2019.) (kao dio kolektiva "Members Only")